# بول ووكر
بول وليام ووكر الرابع (بالإنجليزية: Paul Walker) (12 سبتمبر 1973 - 30 نوفمبر 2013)، كانَ ممثل أمريكي اشترك في كثير من الأعمال السينمائية أشهرها سلسلة أفلام «السرعة والغضب». ومنها انها كلها كذلك في عام 1998 والجماجم في عام 2000 ورحلة ممتعة في عام 2001 والجدول الزمني في عام 2003 وإلى الأزرق في عام 2005 وساعات في عام 2013. الذي حاز بخمسة جوائز وترشح بثمانية جوائز أخرى.

## نشأته وتعليمه
هو بول وليام ووكر ولد في 12 سبتمبر 1973 غلينديل، كاليفورنيا، الولايات المتحدة. والدته هي شيريل عارضة أزياء، ووالده مقاول الصرف الصحي. كان جده ملاكمًا مشهورًا. درس بول وتخرج من مدرسة مسيحية. وبعد المدرسة الثانوية تخصص في علم الأحياء البحرية. بدأ ووكر عمله الفني عندما تألق في التلفزيون بأحد إعلانات بامبرز.
كان ووكر يقيم في سانتا باربرا بولاية كاليفورنيا، مع كلبيه ومن هواياته التزلج على الجليد والاستمتاع بشاطئ البحر. وحاول ووكر تقديم مساعدات كثيرة في أحداث زلزال هايتي في عام 2010. الممثل الأمريكي بوول ووكر له جذور إنجليزية وألمانية وإيرلندية. نشأ ووكر على المذهب المورموني وأصبح لاحقاً مسيحي دون طائفة.

## مشواره الفني

### بداية عمله
بدأ العمل في البرامج التلفزيونية في عام 1985، وكان من أول أعماله في فيلم الوحش في الحجرة في عام 1987. وفيلم مبرمج للقتل وأيضًا فيلم تامي وتي ريكس. أدى ووكر أول أدوار البطولة في فيلم روائي طويل عام 1998 في فيلم التقي بديدلز. وفي نفس السنة لعب دور «مارتن» في فيلم البلدة الفاضلة أمام توبي ماغواير. وفي صيف 1999، قام بتمثيل دور البطولة في فيلم فارزيتي لوز بدور «لانس هاربور»، أمام الممثل السينمائي جون فويت. وفي نفس السنة قام ووكر أيضًا في بطولة كوميدية رومنسية في فيلم انها كلها كذلك أمام المغني العالمي آشر، وأيضًا فيلم لقصر المنهار. وفي عام 2000، قام ببطولة «كاليب ماندريك» في الفيلم الإثارة النفسية الجماجم أمام الممثلة ليزلي بيب.

### 2012-2001
وفي أعوام 2001 و 2003 و 2009 و 2011 و 2012، لعب ووكر دور «بريان أوكونور» في سلسلة أفلام يونيفرسل ستوديوز الشهيرة «السرعة والغضب» أمام فين ديزل ودوين جونسون ولوداكريس وسونغ كانغ، وأيضًا الممثلات ميشيل رودريغز وجوردانا بروستر وجينا كارانو، والذي حاز على جوائز عالمية.

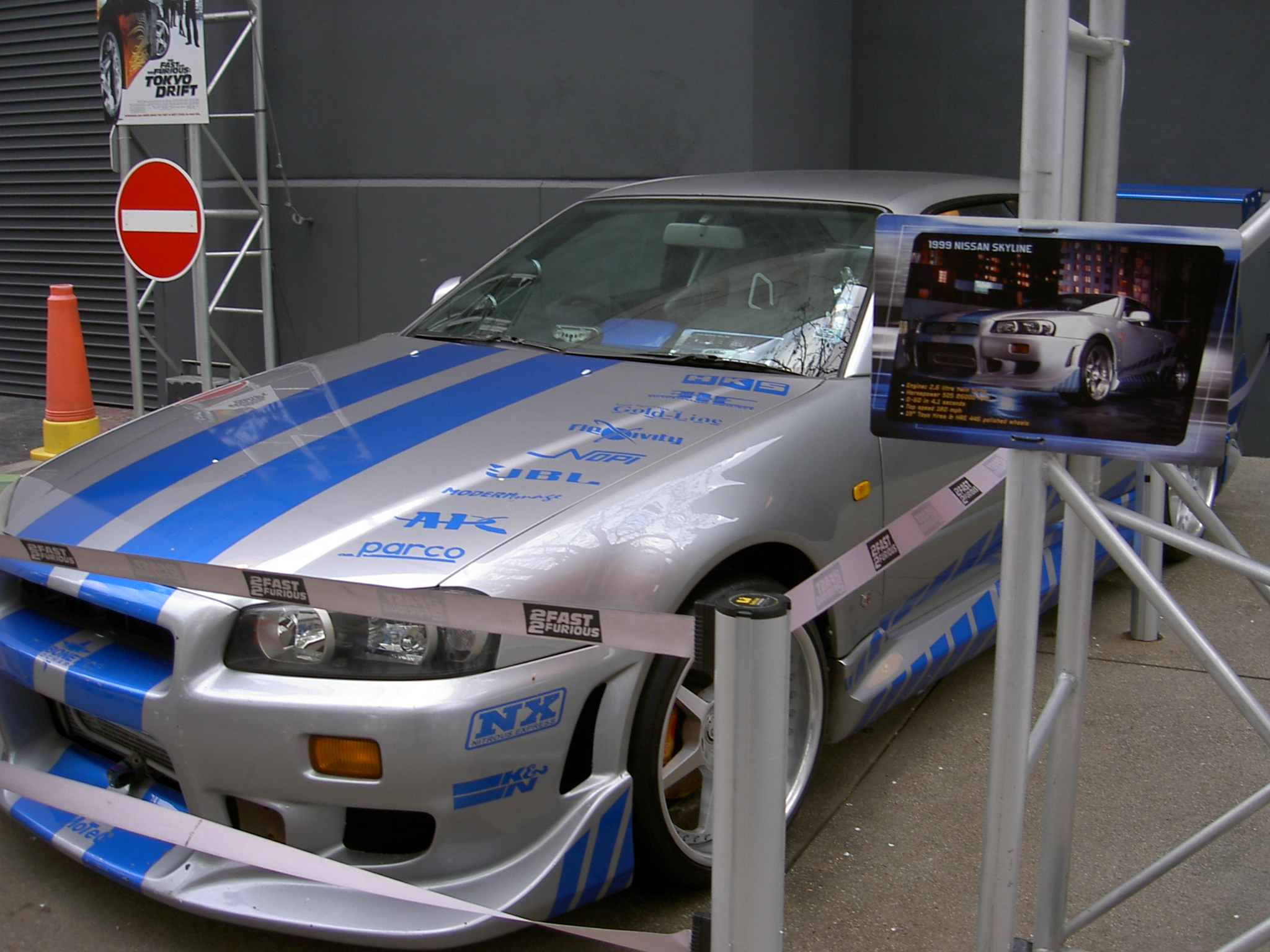
نيسان سكاي لاين جي تي ار التي استخدمها ووكر في فيلم السرعة و الغضب 2.

وفي صيف 2001، وقام بتمثيل دور البطولة في الفيلم الإثارة رحلة ممتعة بدور «لويس توماس»، أمام الممثلة السينمائية ليلي سوبيسكي. وأيضًا فيلم الحياة منطقية إن كنت مشهورا. وفي صيف 2003، وقام بتمثيل دور البطولة في الفيلم الخيال العلمي الجدول الزمني بدور «كريس جونستون»، أمام الممثل السينمائي جيرارد بتلر. وفي عام 2004, قام ببطولة «مايك رايلي» في الفيلم الدرامي نويل أمام الممثلات سوزان سارندون وبينيلوب كروز. أدى ووكر دور البطولة في فيلم روائي طويل عام 2005 في فيلم إلى الأزرق أمام جيسيكا ألبا وسكوت كان. وفي عام 2006، قام ببطولة «جيري شيبرد» في الفيلم الدرامي مادون الثمانية أمام مون بلودجود وجيسن بيغز. وفي نفس السنة لعب دور «جوي غازيلي» في فيلم تركض خائفا أمام شاز بالمينتري وفيرا فارميغا.
وأدَّى ووكر دور البطولة «هانك هانسن» في فيلم روائي طويل عام 2006 في فيلم أعلام آباؤنا أمام ريان فيليب وجيسي برادفورد. وفي صيف 2007، وقام بتمثيل دور البطولة في الفيلم الفيلم الدرامي قصص أمريكية بدور «ميكي»، أمام ستيف كارل وجيمس غاندولفيني وجوش هارتنت وباريس هيلتون. وفي نفس السنة لعب دور «تيم كيرني» في الفيلم فيلم الآكشن الموت والحياة لبوبي زي أمام لورنس فيشبورن وأوليفيا وايلد. وفي عام 2008، قام ببطولة «بين غارفي» في فيلم مشروع ليزارزوس أمام الممثلة بايبر بيرابو. وأدى ووكر دور البطولة «جون راهوي» في فيلم روائي طويل عام 2010 في فيلم آخذون أمام مات ديلون والمغنين العالمين تي.آي. وكريس براون.

### 2013
في عام 2013 قام بتمثيل دور البطولة في الفيلم الإثارة ساعات بدور «نولان»، أمام الممثلة جنيسيس رودريجيز. وفي نفس السنة لعب دور «مايكل وودز» في فيلم المركبة 19. وأيضًا فيلم رهن مكان السجلات. وقام ببطولة «داميان» في فيلم طوب القصور وأيضًا فيلم السرعة والغضب 7 الذي تم إنتاجه في عام 2015 وكان آخر أعماله قبل وفاته.

## اهتماماته الخاصة
عاش ووكر في سانتا باربارا، كاليفورنيا مع كلابه، وفي عام 1997 تواعدا ووكر مع ريبيكا ماك براين، وفي عام 2000 ساءت الأمور بينهما وانتقلت ريبيكا ماك براين لتعيش في هاواي ، لديهم ابنة  وهي ميادو ووكر من مواليد 1998 التي عاشت مع والدتها في هاواي لمدة 13 سنة، وثم انتقلت إلى كاليفورنيا لتعيش مع والدها بول ووكر في عام 2011. وكان ووكر متخصص في علم الأحياء البحرية؛ وثم انضم إلى مجلس إدارة مؤسسة علم الأحياء البحرية في عام 2006.
وفي يونيو 2010، حقق حلمه ووكر وشارك في مسلسل الوثائقي إكسبيديشن الأبيض العظيم الذي يبث في قناة ناشونال جيوغرافيك. وأمضى ووكر 11 يومًا مع طاقم السفينة، وقاموا باصطياد سبعة أنواع من أسماك القرش ومنها القرش الأبيض الكبير في سواحل المكسيك.

## وفاته
توفي بول ووكر في 30 نوفمبر عام 2013 إثر حادث سيارة وذلك في الساعة الثالثة بعد الظهر بالتوقيت الباسيفيكي القياسي (PST). وهو توقيت غرب الولايات المتحدة. ووكر كان برفقة مدير أعماله يدعى روجر روداس الذي كان يقود سيارة بورش كاريرا جي تي حمراء طراز 2005 متوجهين إلى حفل خيري لجمع تبرعات إعصار هايان الذي ضرب الفلبين. فقد السائق روجر روداس السيطرة على السيارة، فاصطدمت بعمود إنارة وشجرة في فالنسيا، سانتا كلاريتا، في كاليفورنيا واشتعلت فيها النيران. أعلنت إدارة صحيفة لوس أنجليس وشريف المقاطعة وفاتهما في مكان الحادث. أصبح روداس صديقًا لووكر بعد لقائه في مضمار أحد السباقات. وأصبح مستشاره المالي في عام 2007 وهو الرئيس التنفيذي لشركة تطوير الأداء للسيارات الراقية التي يملكها ووكر.
أفادت وسائل الإعلام الأمريكية أن مكتب الطب الشرعي في لوس أنجلوس نشر نتيجة تشريح جثة ووكر، ليتبين ان سبب وفاته لم يكن اصطدام السيارة التي كان يركبها بل أصطدم بشجرة وعمود إنارة فقط، والحروق التي لحقت به جراء انفجار هذه السيارة واشتعال النار فيها. ولفتت إلى أن الرجل الثاني الذي كان برفقة ووكر، والذي يدعى روجر روداس، توفي متأثراً بإصاباته التي نجمت عن حادث الاصطدام فقط. وذكر الطبيب الشرعي أن نتائج فحص المخدرات والكحول في الجسم لن تتوفر قبل ما بين ستة وثمانية أسابيع.
وأشارت مصادر إلى أنه تم التعرف على الرجلين من سجلات أسنانهما ، وتقع في فالنسيا في كاليفورنيا. نجوم سلسلة أفلام «السرعة والغضب», فين ديزل ودوين جونسون ولوداكريس وسونغ كانغ، وأيضا الممثلات ميشيل رودريغز وجوردانا بروستر وجينا كارانو قاموا بتعزية ووكر على وسائل الاعلام الاجتماعية.

## أعماله
| السنة | الفيلم                      | بالإنجليزية                       | الدور          |
| ----- | --------------------------- | --------------------------------- | -------------- |
| 1986  | الوحش في الحجرة             | Monster in the Closet             | "أستاذ" بينيت  |
| 1987  | مبرمج للقتل                 | Programmed to Kill                | جيسون          |
| 1994  | تامي وتي ريكس               | Tammy and the T-Rex               | مايكل          |
| 1998  | التقي بديدلز                | Meet the Deedles                  | فيل ديدل       |
| 1998  | البلدة الفاضلة              | Pleasantville                     | مارتن          |
| 1999  | فارزيتي لوز                 | Varsity Blues                     | لانس هاربور    |
| 1999  | انها كلها كذلك              | She's All That                    | العميد سامبسون |
| 1999  | القصر المنهار               | Brokedown Palace                  | جيسون          |
| 2000  | الجماجم                     | Skulls                            | كاليب ماندريك  |
| 2001  | السرعة والغضب               | The Fast and the Furious          | بريان أوكونور  |
| 2001  | رحلة ممتعة                  | Joy ride                          | لويس توماس     |
| 2002  | الحياة منطقية ان كنت مشهورا | Life Makes Sense If You're Famous | ميكي           |
| 2003  | تيربو شارج بريلود           | Turbo-Charged Prelude             | بريان أوكونور  |
| 2003  | السرعة و الغضب 2            | 2 Fast 2 Furious                  | بريان أوكونور  |
| 2003  | الجدول الزمني               | Timeline                          | كريس جونستون   |
| 2004  | نويل                        | Noel                              | مايك رايلي     |
| 2005  | إلى الأزرق                  | Into the Blue                     | جاريد كول      |
| 2006  | ما دون الثمانية             | Eight Below                       | جيري شيبرد     |
| 2006  | تركض خائفا                  | Running Scared                    | جوي غازيلي     |
| 2006  | أعلام آباؤنا                | Flags of Our Fathers              | هانك هانسن     |
| 2007  | قصص أمريكية                 | Stories USA                       | ميكي           |
| 2007  | الموت والحياة لبوبي زي      | The Death and Life of Bobby Z     | تيم كيرني      |
| 2008  | مشروع ليزارزوس              | The Lazarus Project               | بين غارفي      |
| 2009  | السرعة و الغضب              | Fast & Furious                    | بريان أوكونور  |
| 2010  | اللصوص                      | Takers                            | جون راهوي      |
| 2011  | السرعة الخامسة              | Fast Five                         | بريان أوكونور  |
| 2013  | المركبة 19                  | Vehicle 19                        | مايكل وودز     |
| 2013  | السرعة والغضب 6             | Fast & Furious 6                  | بريان أوكونور  |
| 2013  | ساعات                       | Hours                             | نولان          |
| 2013  | مذكرات محل رهان             | Pawn Shop Chronicles              | راو دوغ        |
| 2014  | قرميد القصور                | Brick Mansions                    | داميان         |
| 2015  | السرعة والغضب 7             | Fast & Furious 7                  | بريان أوكونور  |